# Wide (motorfietsmerk)
Wide is een Zweeds historisch merk van motorfietsen.
Zweeds merk dat in elk geval in 1923 184 cc tweetakten maakte. Dit waren eigen tweetaktmotoren die in een verstevigd fietsframe hingen. Ze hadden magneetontsteking en een Amac-carburateur.